# 弦楽四重奏曲第1番 (ボロディン)
弦楽四重奏曲第1番 イ長調は、アレクサンドル・ボロディンが1874年から1879年にかけて作曲した弦楽四重奏曲である。

## 概要
ボロディンは、その創作の初期段階に未完や消失した作品を含めるとかなりの数の室内楽曲を作曲しているが、ミリイ・バラキレフらと出会い、いわゆる「ロシア5人組」の一員として活躍し始めてからは、この分野からは遠ざかっていた。この弦楽四重奏曲は、ボロディンが十数年ぶりに手掛けた室内楽曲で、今日レパートリーに残る彼の室内楽曲としては初めての作品である。1874年の冬に作曲が開始され、翌1875年の4月にはスケッチを終えているが、ボロディンの多忙もあって仕上げにはその後数年を要し、1879年の8月になってようやく完成した。ボロディンが絶対音楽である弦楽四重奏曲に目を向けたことは、スターソフやムソルグスキーから強い非難を浴びたが、同時期に他の「5人組」のメンバーであるリムスキー＝コルサコフ、やや遅れてキュイもまた同じ編成による作曲を行っている。後述のとおり、ベートーヴェンの主題を用いていることから、ベートーヴェンに対する畏敬の念が作曲の動機にあったとみられるが、それに関してボロディン自身は記録を残していない（ただし、ボロディンはチェロソナタなどの初期の作品に、バロックや古典の作曲家の主題を引用している）。曲はリムスキー＝コルサコフ夫人ナジェージダ・リムスカヤ＝コルサコヴァに献呈されている。

## 初演
1880年12月30日にサンクトペテルブルクでロシア音楽協会四重奏団によって行われた。手書き楽譜により演奏に臨んだため、ミスが相次ぎ、結局、曲の最初から弾き直すという事態に陥り、失敗に終わった。およそ一月後の1881年1月26日に同じメンバーにより再演が行われ、成功を収めた。

## 編成
- 第1ヴァイオリン
- 第2ヴァイオリン
- ヴィオラ
- チェロ

## 構成
第1～3楽章に渡ってベートーヴェンの『弦楽四重奏曲第13番』作品130フィナーレの主題が用いられている。
第1楽章 Moderato - Allegro
イ長調　2/4拍子　ソナタ形式　第1ヴァイオリンが第1主題を提示する。
第2楽章 Andante con moto
嬰ヘ短調 3/4拍子
第3楽章  Presto
ヘ長調 3/8拍子　最後に書き上げられた楽章で、中間部のトリオではハーモニクス奏法が使われている。井上和男はこの楽章について、「スケルツォの主題は平凡」でハーモニクス奏法は「場違いな感じを与える」として低い評価を下しているが、マースは逆にハーモニクスを用いた点を「輝かしい効果を上げ」たとして高い評価を与えている。
第4楽章  Andante -　Allegro risoluto
イ短調 - イ長調 ソナタ形式

## 演奏時間
約38分